# Gottarsjöflärken
Gottarsjöflärken är en sjö i Sollefteå kommun i Ångermanland och ingår i Ångermanälvens huvudavrinningsområde. Sjön har en area på 0,0688 kvadratkilometer och ligger 217,5 meter över havet.